# Торговый центр Вэньчжоу
Торговый центр Вэньчжоу — 68-этажный небоскрёб, расположенный в городском округе Вэньчжоу, Китай. Высота здания составляет 321,9 м. По первоначальному плану здание должно было быть высотой 260 метров. Небоскрёб используется для размещения офисов и отеля. Строительство началось 9 июня 2003 года. По завершении строительства небоскрёб занял 25-е место в списке самых высоких зданий мира и 18-е среди самых высоких зданий Китая.